# Kościół św. Antoniego w Rożnowie Nowogardzkim
Kościół św. Antoniego w Rożnowie Nowogardzkim – katolicki kościół parafialny zlokalizowany we wsi Rożnowo Nowogardzkie w gminie Maszewo, w powiecie goleniowskim (województwo zachodniopomorskie).

## Historia i architektura
Kościół, murowany z kamienia, wzniesiony został pod koniec XV wieku. Kryty jest dachem dwuspadowym. W elewacji zachodniej umieszczony jest ostrołukowy portal wejściowy. W ścianach bocznych znajdują się po dwa niewielkie okna, zamknięte pełnymi łukami. Jedno okno umieszczone jest w ścianie prezbiterium, wstawiony jest w nie współczesny witraż przedstawiający św. Antoniego z Padwy. W zachodniej części dachu nasadzona jest czworokątna, drewniana wieża, nakryta blaszanym dachem hełmowym zwieńczonym krzyżem. 
Wnętrze kościoła nakrywa drewniany, belkowany strop. Nad wejściem znajduje się empora muzyczna z prospektem organowym. Obok kościoła znajduje się XV-wieczna granitowa chrzcielnica o średnicy 1 m oraz pomnik ku pamięci poległych w I wojnie światowej.
Od 1750 roku kościół w Rożnowie Nowogardzkim pełnił funkcję kościoła parafialnego miejscowej parafii protestanckiej. Po II wojnie światowej kościół został konsekrowany jako świątynia katolicka w dniu 9 czerwca 1946 roku. Początkowo podlegał pod parafię w Maszewie, od 1973 roku jest kościołem parafialnym.